# Newtonův gravitační zákon

Newtonův gravitační zákon graficky

Newtonův gravitační zákon je fyzikální zákon, který popisuje gravitaci jako přitažlivou sílu – gravitační sílu, kterou na sebe působí tělesa v závislosti na svých hmotnostech a vzájemné vzdálenosti. Formuloval jej Isaac Newton na základě analýzy pohybu Měsíce kolem Země, planet kolem Slunce a na základě znalosti Keplerových zákonů.
Newtonův gravitační zákon je důležitou částí klasické fyziky. Není však vhodný pro velmi hmotné vesmírné objekty a rychlosti blížící se rychlosti světla, pro které platí přesnější a složitější definice gravitace obecné teorie relativity. Kvantovou teorii gravitace se zatím nepodařilo vytvořit.

## Formulace zákona
Každá dvě tělesa o hmotnostech {\displaystyle m_{1}} a {\displaystyle m_{2}}, která můžeme dostatečně přesně aproximovat body, nebo jsou sféricky symetrická (jak vyplývá z Gaussovy věty) na sebe působí gravitační silou přímo úměrnou hmotnostem těles a nepřímo úměrnou druhé mocnině jejich vzdálenosti
{\displaystyle F_{g}=G{m_{1}m_{2} \over r^{2}}\,},
kde G (dříve značeno {\displaystyle \kappa }) je gravitační konstanta s hodnotou (přibližně) 6,67×10−11 m3·kg−1·s−2, m1 je hmotnost prvního hmotného bodu, m2 je hmotnost druhého hmotného bodu a r je vzdálenost obou hmotných bodů.
Vektorově lze vyjádřit např. sílu působící na 1. těleso)
{\displaystyle \mathbf {F} _{1}=-G{\frac {m_{1}m_{2}}{r^{2}}}{\frac {\mathbf {r} }{r}}=m_{1}\mathbf {K_{2}(\mathbf {r} )} },
kde {\displaystyle \mathbf {r} } je polohový vektor (průvodič) 1. tělesa vzhledem ke druhému a {\displaystyle \mathbf {K_{2}} } intenzita gravitačního pole 2. tělesa v místě (středu) 1. tělesa. Vektor této síly leží na spojnici hmotných středů těchto těles - síla je centrální.
Pokud je rozložení hmoty udáno funkcí hustoty {\displaystyle \rho (\mathbf {r} )} (a je tedy zcela obecné), pak je možné gravitační sílu, kterou takto rozložená hmota působí na testovací částici hmotnosti m, zapsat ve tvaru
{\displaystyle \mathbf {F} _{g}=-Gm\int _{V}{{\rho (\mathbf {r} ') \over {|\mathbf {r} -\mathbf {r} '|^{3}}}(\mathbf {r} -\mathbf {r} ')}\mathrm {d} V'\,=m\mathbf {K(\mathbf {r} )} }.
Lze ukázat, že (obecné) centrální pole je vždy konzervativní, takže zde existuje gravitační potenciál {\displaystyle \phi }
{\displaystyle \mathbf {K(\mathbf {r} )} =-\nabla \phi (r)=-{\frac {\mathrm {d} \phi (r)}{\mathrm {d} r}}{\frac {\mathbf {r} }{r}}}.
V gravitačním poli centrálního tělesa se testovací částice zanedbatelné hmotnosti (vůči hmotnosti centrálního tělesa) pohybují po kuželosečkách, tedy např. planety po elipsách podle Keplerových zákonů.
Obecné gravitační pole je vždy konzervativní.

### Homogenní pole
Gravitační pole se nazývá homogenní, pokud jeho intenzita {\displaystyle \mathbf {K} } je v nějaké části prostoru konstantní (velikost i směr). Jeho siločáry jsou úsečky a potenciál lineární funkce (kartézských) souřadnic. Podmínka homogenity gravitačního pole je dostatečně přesně splněna například na povrchu Země či jiných planet.

## Tíhová síla a tíha
Tíhová síla je síla, která působí na tělesa na povrchu Země (přesněji ve vztažné soustavě spojené s povrchem Země či, v zobecněném případě, jiného tělesa). Je výslednicí gravitační síly Země a odstředivé síly vzniklé otáčením Země kolem své osy.
Tíhová síla se mění se zeměpisnou šířkou a je vždy (až na póly) menší než gravitační síla a nemá (kromě na rovníku a na pólech) s ní ani stejný směr. Rozdíl mezi tíhovou a gravitační silou není příliš velký a v běžných případech jej lze zanedbat. Gravitační síla směřuje do středu Země, tíhová síla ve většině případů směřuje mírně mimo střed Země. Tíhová síla ale určuje směr, který vnímáme jako kolmý k povrchu Země (svislý).

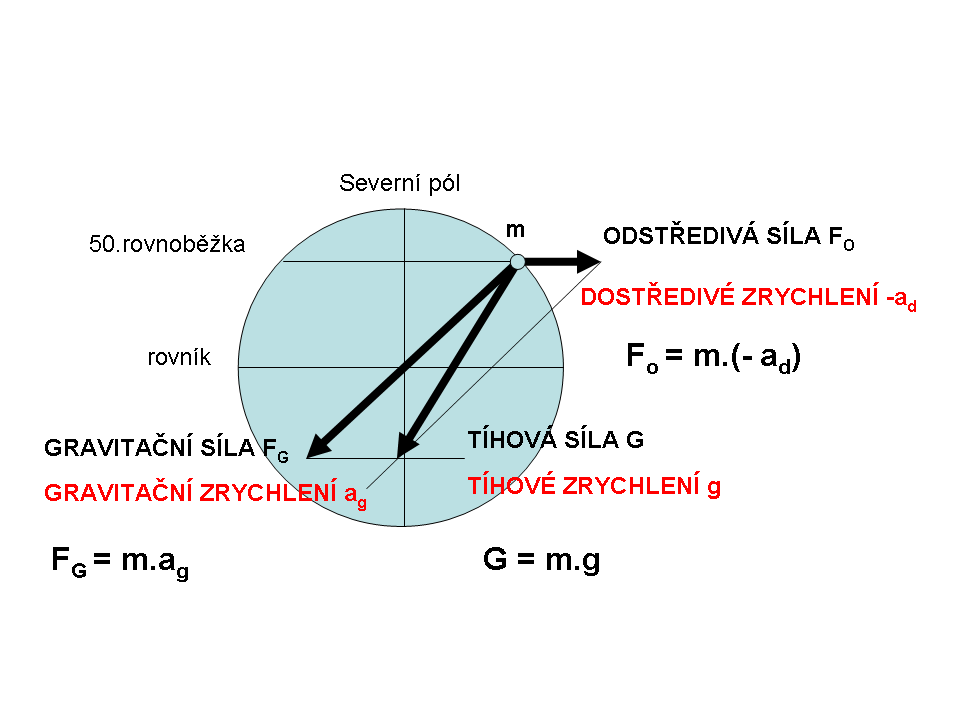
Rozdíl ve směru gravitační a tíhové síly.

Pole tíhové síly se nazývá tíhové pole. Vektorem tíhové síly je určen svislý směr. Tíhová síla FG udílí všem tělesům v soustavě spojené s povrchem Země tíhové zrychlení g, tedy zrychlení volného pádu v daném místě.
{\displaystyle \mathbf {F} _{\mathrm {G} }=m\mathbf {g} }.
Tíha je fyzikální veličina vyjadřující sílu, kterou v tíhovém poli působí těleso, nacházející se v dané soustavě v klidu, na podložku nebo závěs. Jedná se tedy o statický projev působící tíhové síly. Tíha G je proto stejně velká jako působící tíhová síla a má i stejný směr, liší se jen působištěm. Zatímco tíhová síla působí na těleso v jeho těžišti, tíhou působí těleso na závěs v místě upevnění nebo na podložku v místě, kde na ní leží.
{\displaystyle \mathbf {G} =\mathbf {F} _{\mathrm {G} }}
Pojem tíhy lze zobecnit i na jiné soustavy pohybující se vzhledem k povrchu Země (či jiného tělesa). Pak vyjadřuje statické působení tělesa v této soustavě, které vzniká jako výsledek gravitační síly a všech působících setrvačných sil daných pohybem soustavy. V tomto smyslu se pak u soustav s výsledným nulovým silovým působením hovoří o beztížném stavu a u soustav s tíhou větší než místní gravitační síla o přetížení.